# Уейн (окръг, Илинойс)
Вижте пояснителната страница за други значения на Уейн.
Окръг Уейн (на английски: Wayne County) е окръг в щата Илинойс, Съединени американски щати. Площта му е 1854 km², а населението - 17 151 души (2000). Административен център е град Феърфийлд.